# Tomates à la provençale
Les tomates à la provençale sont un mets préparé à base de tomates coupées en deux recouvertes de chapelure, de persil et d'ail et relevées d'un filet d'huile d'olive. Elles sont soit cuites au four, soit revenues à la poêle.

## Historique de la recette
Ces tomates sont souvent agrémentées à toutes les sauces et quelquefois au beurre, d’après P. C. Robert dans son ouvrage La Grande Cuisine simplifiée. Art de la cuisine nouvelle mise à la portée de toutes les fortunes, publié à Paris en 1845. Il faisait « une petite farce » pour garnir ses tomates en faisant revenir sur le feu un morceau de beurre, deux cuillerées d'huile, quelques émincés de jambon, du persil, du thym, du laurier et des gousses d'ail.